# Heinrich Spangenberg
Heinrich Spangenberg (Darmstadt, 24 de maig de 1861 - 27 de setembre de 1925) fou un compositor i director d'orquestra alemany.
Estudià en els Conservatoris de Frankfurt, Moscou i Viena, i al principi es dedicà a donar concerts de piano, aconseguint després una plaça de segon director del teatre i de professor del Conservatori de Magúncia, del que passà el 1886 al Freudenberg de Wiesbaden. El 1888 fou nomenat director del Lehrergesangverein de la mateixa ciutat, i poc temps després fundà el Conservatori del seu nom.
Va compondre nombrosos cors per a veus d'homes, una Suite per a piano i violí; Preludi i doble fuga, per a orgue; peces per a piano; Frau Holle, llegenda dramàtica; les òperes Korsische Hochzeit i Der Hexengeiger, i música simfònica.